# DS Smith
DS Smith plc er en britisk multinational emballageproducent med hovedkvarter i London.
Forretningen blev etableret af to fætre, David Gabriel Smith og David Solomon Smith i 1940, til at producere kartoner. I slutningen af 1950'erne blev virksomheden børsnoteret på London Stock Exchange.